# John Witty
John Witty (* 17. September 1915 in Bristol als Rupert John Blanchflower Featherstone-Witty; † 14. Januar 1990 ebenda) war ein britischer Schauspieler in Film und Fernsehen. Seine Filmkarriere umfasste mehr als 35 Auftritte in internationalen Kinofilmen und Fernsehserien. Darunter Rollen in Des Königs Admiral, Hölle unter Null, Kennwort: Berlin-Tempelhof oder Die Peitsche.

## Leben und Karriere
John Witty wurde 1915 als Rupert John Blanchflower Featherstone-Witty in Bristol geboren. Sein Fernsehdebüt gab er unmittelbar nach Ende des Krieges 1946 in George More O'Ferralls TV-Drama The Queen's Husband in einer kleinen Nebenrolle. In den Folgejahrzehnten spielte er überwiegend kleinere und größere Nebenrollen in Kino- und TV-Filmen.
Unter der Regie von Cecil H. Williamson sah man Witty in dem Kriminalfilm Hangman's Wharf 1950 in einer seiner wenigen Hauptrollen. 1951 besetzte ihn der Regisseur Raoul Walsh in seinem Abenteuerfilm Des Königs Admiral in der Rolle des Captain Entenza.
In den 1950er Jahren engagierte ihn der Regisseur Mark Robson für seine beiden Kinofilme Hölle unter Null und Kennwort: Berlin-Tempelhof. Die männliche Hauptrolle spielte jeweils Richard Widmark. 1961 sah man ihn als TV-Ansager in John Lemonts Kriminalfilm Die Peitsche. In den 1960er und 1970er Jahren trat John Witty überwiegend in britischen Fernsehserien auf.
Seinen letzten Auftritt hatte er 1980 in der Fernsehserie Q5.
Zu seinen Fernsehauftritten innerhalb von dreißig Jahren zählten von 1950 bis zum Jahre 1980: BBC Sunday-Night Theatre, The Broken Horseshoe, Douglas Fairbanks, Jr., Presents, The Teckman Biography, Fabian of the Yard, White Hunter, The Vise, The New Adventures of Charlie Chan, Dixon of Dock Green, Dial 999, Die Betrüger, Doctor Who, Out of the Unknown, Dick Barton: Special Agent und Q5.
Witty verstarb am 14. Januar 1990 im Alter von 74 Jahren in seiner Heimatstadt Bristol.

## Filmografie (Auswahl)
- 1948: Love in Waiting
- 1950: Hangman's Wharf
- 1950: Eine Stadt hält den Atem an (Seven Days to Noon)
- 1950: Soho Conspiracy
- 1951: Des Königs Admiral (Captain Horatio Hornblower)
- 1954: Three's Company
- 1954: Hölle unter Null (Hell Below Zero)
- 1954: Solution by Phone
- 1954: John Wesley
- 1955: Kennwort: Berlin-Tempelhof (A Prize of Gold)
- 1957: Alive on Saturday
- 1958: Moment of Indiscretion
- 1961: Die Peitsche (The Frightened City)
- 1965: Curse of the Voodoo
- 1973: In der Schlinge des Teufels (The Vault of Horror)